# Institució Bíblica Evangèlica de Catalunya
La Institució Bíblica Evangèlica de Catalunya (IBEC) és una associació creada el 1966 a Barcelona amb el nom de Fundació Bíblica Evangèlica de Catalunya, i que va adoptar l'actual nom el 1985. Fou fundada per un grup de pastors i laics protestants de l'Església Evangèlica, i el 2014 la seva presidenta és Noemí Cortès. La seva finalitat és contribuir a la normalització del català i traduir-ne la Bíblia.
Des de la seva fundació ha publicat: Sant Marc (1970), Sant Joan (1974) i els Salms (1985) i ha col·laborat en la versió del Nou Testament interconfessional de 1979. El 2000 editaren la Bíblia Evangèlica Catalana i el 2004 la publicaren a internet. Ha fet diverses edicions de Cants de Glòria i edita la revista Presència Evangèlica. També organitza diversos actes, conferències, audicions musicals, col·loquis i cursets. El 1997 va rebre la Creu de Sant Jordi.